# Renato Guerra
Renato Guerra est un joueur international sud-africain de rink hockey né le 21 janvier 1991.

## Palmarès
En 2015, il participe au championnat du monde de rink hockey en France.